# Bernardino Echeverría Ruiz
Bernardino Echeverría Ruiz OFM de nombre secular Carlos Guillermo Honorato Echeverría Ruiz (Cotacachi, 12 de noviembre de 1912 - Quito, 6 de abril de 2000) fue un sacerdote, arzobispo y  cardenal ecuatoriano.

## Biografía

### Primeros años y formación
Nació el 12 de noviembre de 1912, en Cotacachi, en la diócesis de Ibarra.
Su nombre de bautizo fue Carlos Honorato Guillermo.
Ingresó a la Orden de los Frailes Menores en 1928. 
Estudió en las casas de estudio franciscanas en Ecuador y en el Pontificio Ateneo Antoniano de Roma (doctorado en filosofía).

### Sacerdocio
Ordenado el 4 de julio de 1937. 
Entre 1941 y 1949, sucesivamente fue miembro facultativo de las casas de estudio franciscanas; prefecto de estudios; comisionado provincial de los Franciscanos terciarios; Rector de Hermandad de Quito; Secretario provincial y ministro provincial; fundador de Comunión del Enfermo de la casa publicitaria Jodoco Ricke; del boletín Paz y Bien; del colegio de San Andrés; secretario del Instituto Ecuatoriano de Estudios Amazónicos; miembro de la Academia Internacional de Historia Franciscana.

## Episcopado

### Obispo de Ambato
Elector Obispo de Ambato, el 23 de octubre de 1949. 
Asistió a la II Conferencia General del Episcopado Latinoamericano en Medellín, Colombia en 1968. 

### Arzobispo de Guayaquil
Promovido a la Arquidiócesis de Guayaquil, el 10 de abril de 1969.
Asistió a la II Asamblea Ordinaria del Sínodo de los Obispos en 1971. 

### Administrador apostólico de Ibarra
Administrador apostólico de la sede vacante de Ibarra de 1990 al 1995.

### Cardenalato
Creado Cardenal presbítero, el 26 de noviembre de 1994, recibió la birreta roja y el título de Nereo ed Achilleo. 
Tenía 82 años cuando fue creado cardenal, y por ello, no tuvo el derecho de participar en el cónclave. 

## Fallecimiento
Falleció el 6 de abril de 2000 en Quito. 
Fue enterrado en el Convento de San Francisco de la misma ciudad.

### Proceso de canonización
Declarado Venerable por el papa Benedicto XVI en la audiencia general del miércoles 2 de marzo de 2011, por cumplir con los mandamientos y por vivir como un "Siervo de Dios".[cita requerida]